# Bliż
Bliż (niem. Pleische) – wieś położona w Polsce, w województwie dolnośląskim, w powiecie wrocławskim, w gminie Kąty Wrocławskie.
W bezpośrednim sąsiedztwie miejscowości przebiega trasa autostrady nr A4.
Do 2024 r. miejscowość była przysiółkiem wsi Baranowice. W latach 1975–1998 miejscowość należała administracyjnie do województwa wrocławskiego.
Na koniec 2011 r. Bliż liczył 78 mieszkańców.

## Nazwa
W 1295 w kronice łacińskiej Liber fundationis episcopatus Vratislaviensis miejscowość wymieniona jest jako Blisce z informacją, że lokowano ją na prawie polskim Blisce allodium et est ius polonicum..

## Zabytki
- Dwór w Bliżu wybudowany pod koniec XIX w.[7]